# فرانك كرويشانك
فرانك كرويشانك (بالإنجليزية: Frank Cruickshank)‏ هو لاعب كرة قدم بريطاني، ولد في 20 نوفمبر 1931 في Polmont ‏ في المملكة المتحدة، وتوفي في 20 يناير 2015. لعب مع نادي بيرنلي ونادي كامبريدج ستي ونوتس كاونتي.